# Гран-Парадізо (національний парк)
45°30′10″ пн. ш. 7°18′36″ сх. д. / 45.502777777778° пн. ш. 7.31° сх. д.
Національний парк Гран-Парадізо (італ. Parco nazionale del Gran Paradiso; фр. Parc national du Grand Paradis) — італійський національний парк у Грайських Альпах, між регіонами Валле-д’Аоста та П’ємонт. 
 
Парк названий на честь гори Гран-Парадізо, яка розташована в парку; парк межує з французьким національним парком Вануаз. 
Терени, що охоплює парк, спочатку охоронялися, щоб захистити альпійського козла від браконьєрів, оскільки це було особисте мисливське угіддя короля Віктора Еммануїла II, але тепер також охороняються інші види. 

## Історія
На початок XIX століття альпійський козел зберігся в районі Гран-Парадізо і Вануаза. 
Тут вижило приблизно 60 особин козлів. 
 
На козлів інтенсивно полювали, частково для спорту, а також тому, що вважалося, що частини їхнього тіла мають терапевтичні властивості: 

з маленької хрестоподібної кістки біля серця козерога робили талісмани для захисту від насильницької смерті. 

Через критичне зменшення популяції козлів Віктор Еммануїл, який незабаром став королем Італії, в 1856 році оголосив про створення Королівського мисливського заповідника Гран-Парадізо. Для козерогов було створено охорону. Стежки, прокладені для козлів, досі використовуються як частина 724 км розмічених стежок. 

У 1920 році онук Віктора Еммануїла II, король Віктор Емануїл III, пожертвував парку площу 21 км², 

і парк було засновано в 1922 році. 

Це був перший національний парк Італії. 
 
На момент заснування парку в парку було приблизно 3000 козлів. 
Відкриття парку призвела до збільшення популяції козлів, яка досягла 4000 до 1933 року. 
У наступне десятиліття, попри наявність парку, погіршення якості спостереження під час фашистського правління, браконьєрства та Другої світової війни призвело до постійного зменшення популяції козлів. 
До 1945 року залишилося лише 419 голів. 

Їх охорону було відновлено після війни, і у 2005 році в парку було 4000 голів 
.

## Географія

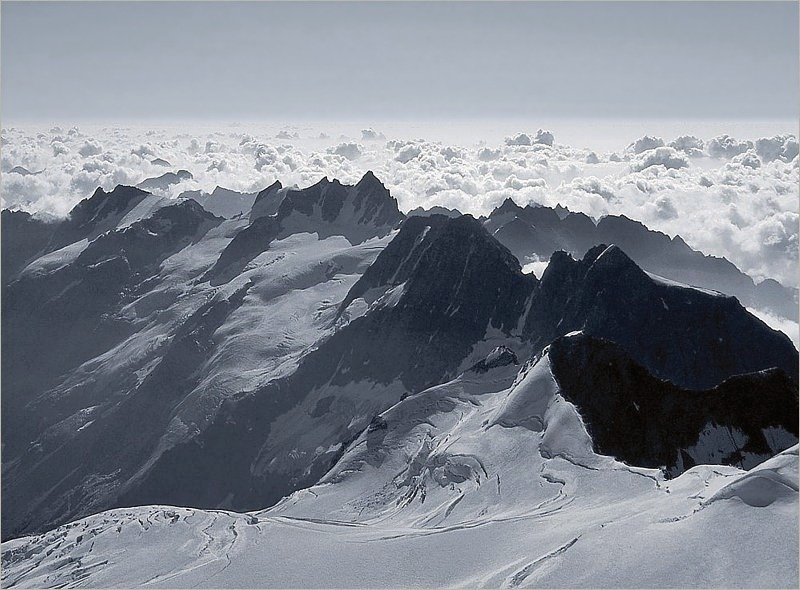
Гора Гран-Парадізо

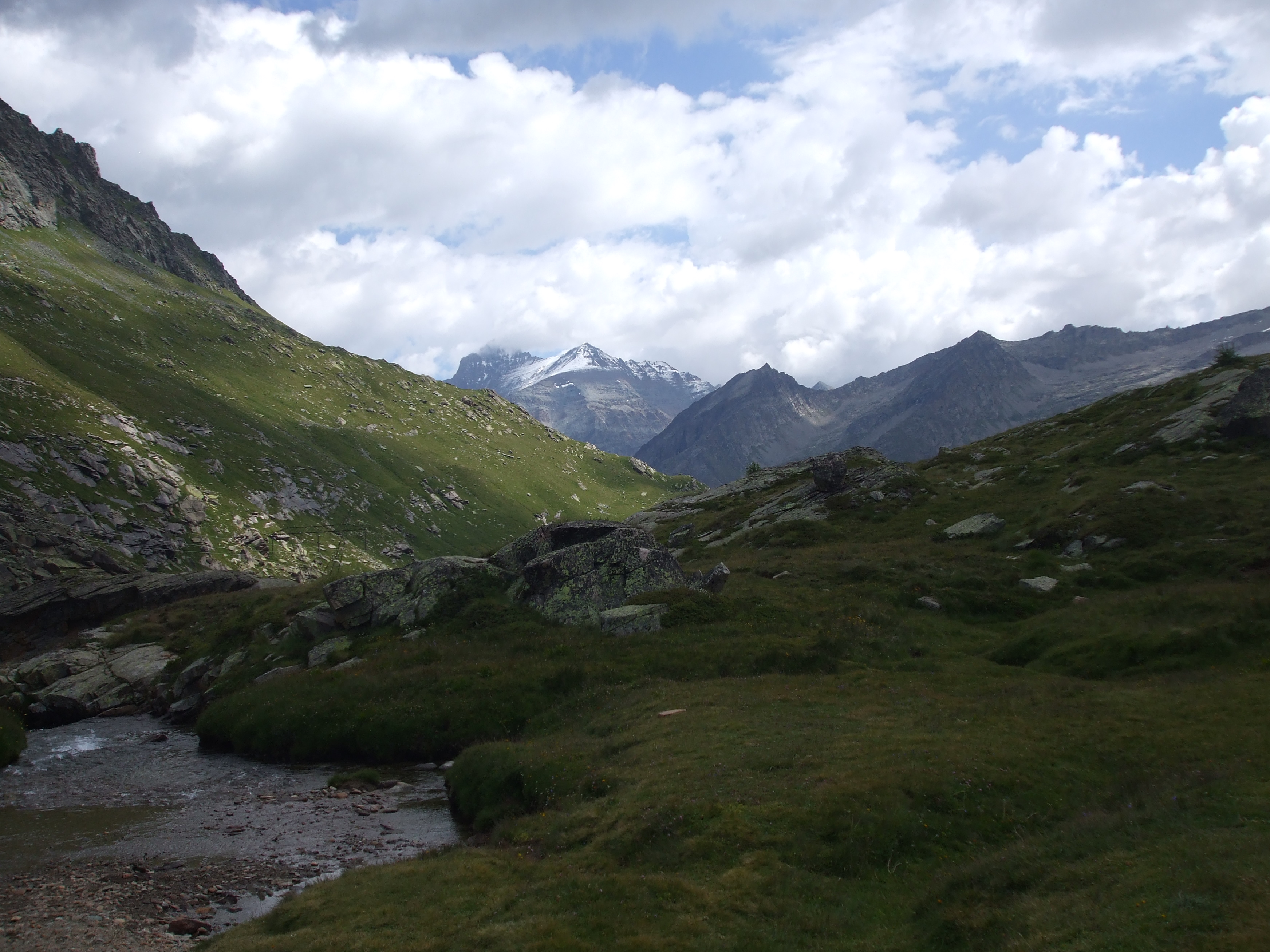
Плато де Ніволе

Парк розташований у Грайських Альпах у регіонах П’ємонт (у метрополійному місті Турин) і Валле-д’Аоста на північному заході Італії. 

Він охоплює 703 км² альпійської місцевості. 

10% площі парку займає ліс. 
16,5% використовується для сільського господарства та пасовищ, 24% є необробленими, а 40% класифікується як незаймані. 
9,5% площі парку займають 57 льодовиків. 

Гори та долини парку були виліплені льодовиками та струмками. 
 
Висота поверхні парку над рівнем моря коливається від 800 до 4061 м, середня висота 2000 м. 

Долини парку вкриті лісом. 
На більших висотах є альпійські луки. 
На висотах, вищих за луки, є скелі та льодовики. 

Гран-Парадізо — єдина гора, що повністю знаходиться в межах Італії, висота якої перевищує 4000 м. 

З його вершини видно Монблан і Маттергорн. 

У 1860 році Джон Коуелл став першою людиною, яка досягла вершини. 

На заході парк межує з національним парком Вануаз у Франції. 

Вони співпрацюють в управлінні популяції козлів, яка сезонно переміщується через спільний кордон.

## Флора

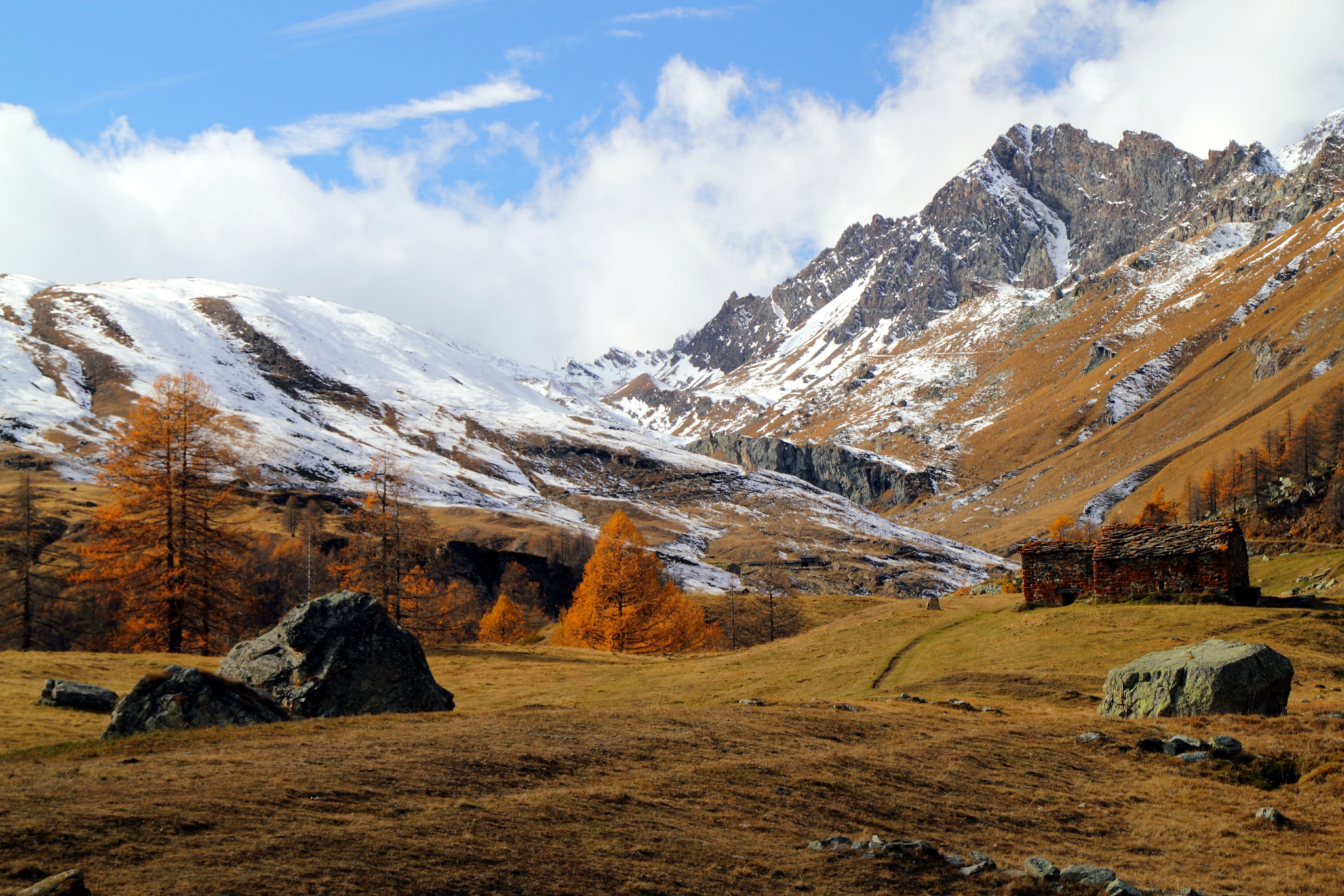
Парк восени

Ліси парку важливі, оскільки вони є притулком для великої кількості тварин. 
Вони є природним захистом від зсувів, лавин і повеней. 
У парку зустрічаються два основних типи лісу — хвойні та листяні. 
 
Листяні європейські букові ліси поширені на П’ємонтській стороні парку, і їх немає на сухій стороні Валле-д'Аоста. 
Ці ліси густі з густим листям, яке пропускає дуже мало світла влітку. 
Листя бука довго розкладається, і воно утворює товстий шар на лісовій підлозі, який перешкоджає розвитку інших рослин і дерев. 

Модрини є найпоширенішими деревами в лісах на дні долин. 
До них домішуються ялини, Pinus cembra, рідше ялиці. 

У балках зустрічаються кленово-липові ліси. 
Ці ліси присутні лише в окремих районах і знаходяться під загрозою зникнення. 
Ліси пухнастого дуба більш поширені в регіоні Валле-д’Аоста, ніж у регіоні П’ємонту через вищі температури та меншу кількість опадів. 
Дуб не типовий для парку і часто зустрічається в суміші з сосною звичайною. 
Каштанові гаї парку постраждали від вирощування деревини та фруктів. 
Каштан рідко росте вище 1000 метрів, а найважливіші каштанові ліси знаходяться в п’ємонтській частині парку. 
Хвойні ліси парку містять гаї сосни звичайної, смерекові ліси з домінуванням ялини звичайної, часто з домішками модрини. 
Ліси з модрини та кедрової сосни зустрічаються до найвищого субальпійського рівня (2200–2300 м). 

На більших висотах дерева поступово рідшають і з'являються альпійські пасовища. 
Пізньої весни ці пасовища багаті квітами. 

Дикі квіти на високих луках парку містять братки дикі, тирлич, лілії лісові та Rhododendron ferrugineum. У парку багато скелястих біотопів. 
Здебільшого вони розташовані на межі лісу та альпійських пасовищ. 
На поверхні цих ділянок є скелі та уламки. 
Альпійські рослини пристосувалися до цих середовищ існування, набувши таких характеристик, як карликовість, волохатість, яскраві квіти та сильно розвинене коріння. 

Близько 1500 видів рослин можна побачити в Альпійському ботанічному саду Парадізія поблизу Коньє всередині парку. 

## Фауна

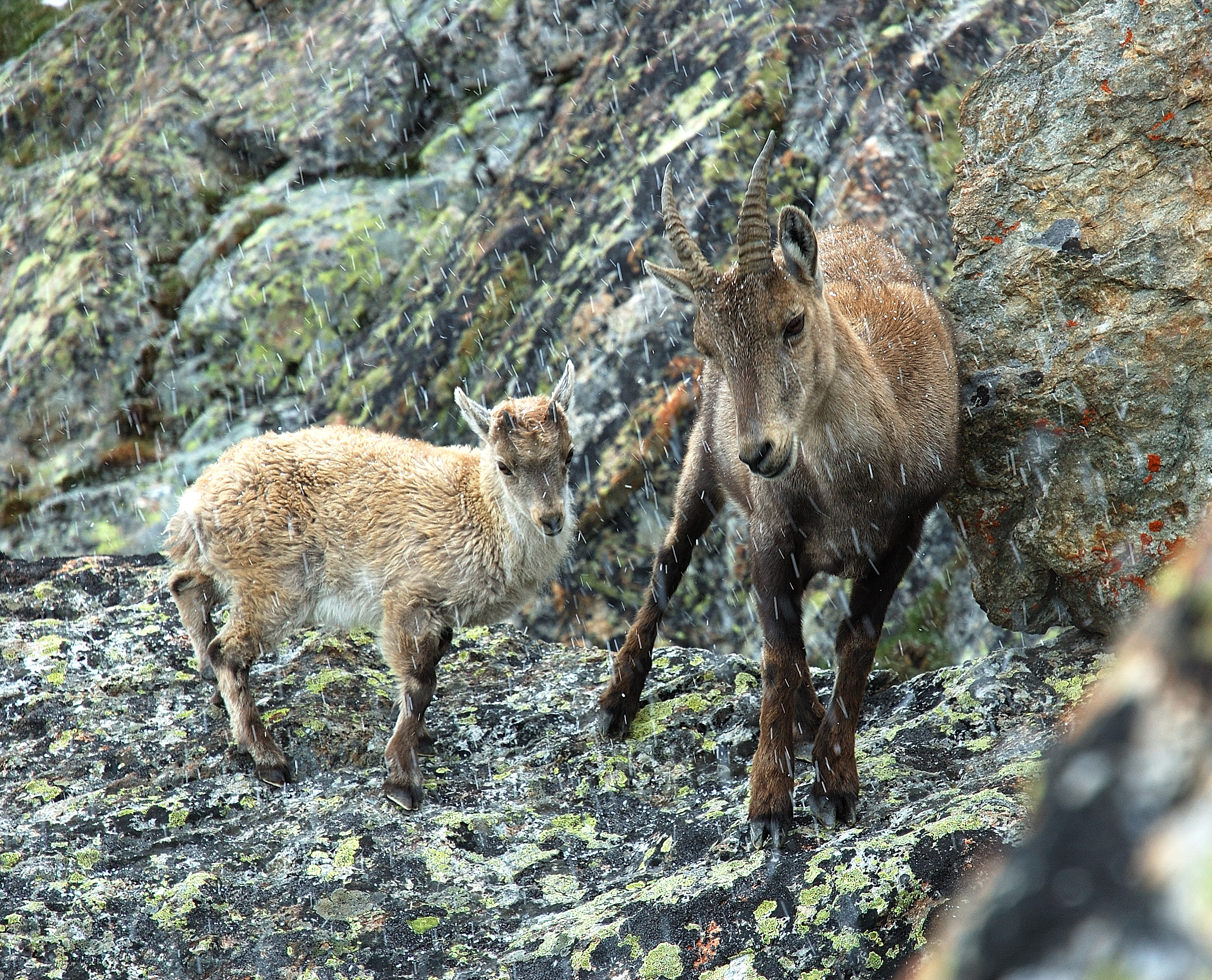
Козел альпійський

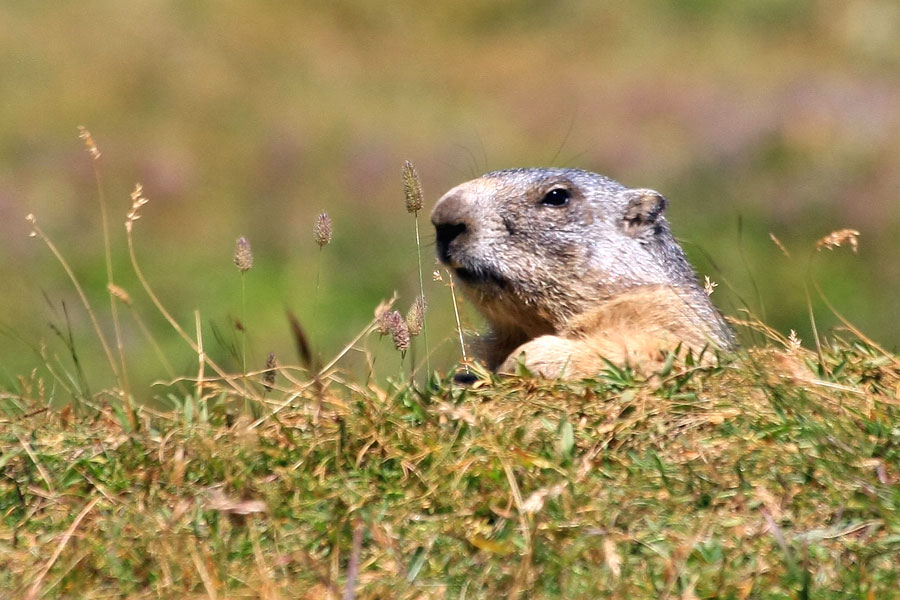
Бабак

Альпійський козел влітку пасеться на рясних гірських пасовищах, а взимку спускається на нижню висоту. 

Поєднання Гран-Парадізо з національним парком Вануаз забезпечує цілорічний захист козлів. 

Поряд з козлами, види тварин, що зустрічаються в парку, містять горностая, ласку, зайця, 

борсука, альпійську козицю, вовка (нещодавно прибув із Центральної Італії) і, можливо, навіть рись. 

Козел і козиця проводять більшу частину року над верхньою межею лісу. 
Взимку і навесні вони спускаються в долини. 
Альпійський бабак харчується рослинами вздовж снігової лінії. 

У парку нараховується понад 100 видів птахів, у тому числі пугач палеарктичний, куріпка тундрова, тинівка альпійська, альпійська галка. 
Беркути гніздяться на скелястих уступах, а іноді й на деревах. 
На урвистих скелях зустрічається стінолаз. 
У лісах парку зустрічається жовна чорна і горіхівка. 

У парку зустрічаються багато видів метеликів, включаючи аполлонів, Pontia callidice і південні Limenitis camilla. 